# Osniel Tosca
Osniel Tosca (ur. 30 czerwca 1984 w Prowincji Villa Clara) – kubański lekkoatleta specjalizujący się w trójskoku. 

## Osiągnięcia
- brązowy medal mistrzostw świata juniorów młodszych (Debreczyn 2001)
- złoto młodzieżowych mistrzostw strefy NACAC (Santo Domingo 2006)
- 4. miejsce podczas mistrzostw świata (Osaka 2007)
- srebro igrzysk panamerykańskich (Rio de Janeiro 2007)

## Rekordy życiowe
- trójskok – 17,52 (2007)
- trójskok (hala) – 17,25 (2007)